# Jōyō kanji
Jōyō kanji (常用漢字) é a lista de 2136 kanji feita pelo Ministério de Educação Japonês, catalogando os ideogramas a serem utilizados em textos oficiais, imprensa, editores e demais meios de difusão da língua escrita japonesa. É uma versão ligeiramente modificada dos tōyō kanji, que foi a primeira lista padronizada para a educação secundária emitida após a Segunda Guerra Mundial.
Os 2136 kanji da lista dos jōyō kanji consistem de:
- 1026 kanji ensinados durante a educação primária;
- 1110 kanji ensinados durante a educação secundária.

## Mudanças em relação à lista tōyō kanji
À lista jōyō kanji foram adicionados mais 95 kanji que não apareciam nos tōyō kanji, além disso o caractere 燈 foi substituído por 灯. Aqui está a lista das adições: 猿  凹  渦  靴  稼  拐  涯  垣  殻  潟  喝  褐  缶  頑  挟  矯  襟  隅  渓  蛍  嫌    溝  昆  崎  皿  桟  傘  肢  遮  蛇  酌  汁  塾  尚  宵  縄  壌  唇  甚  据  杉  斉  逝  仙  栓  挿  曹  槽  藻  駄  濯  棚  挑  眺  釣  塚  漬  亭  偵  泥  搭  棟  洞  凸  屯  把  覇  漠  肌  鉢  披  扉  猫  頻  瓶  雰  塀  泡  俸  褒  朴  僕  堀  磨  抹  岬  妄  厄  癒  悠  羅  竜  戻  枠

## Lista jōyō kanji
Aqui está a lista dos jōyō kanji separados pelos anos em que são ensinados nas escolas Japonesas:

### Educação primária (1026 kanjis)

#### 1ª série - 80 kanjis
| Kanji | Português      | On           | Kun          |
| 一    | um             | ichi, itsu   | hitotsu      |
| 二    | dois           | ni, ji       | futatsu      |
| 三    | três           | san          | mittsu       |
| 四    | quatro         | shi          | yottsu       |
| 五    | cinco          | go           | itsutsu      |
| 六    | seis           | roku         | muttsu       |
| 七    | sete           | shichi       | nanatsu      |
| 八    | oito           | hachi        | yatsu        |
| 九    | nove           | ku, kyū      | kokonotsu    |
| 十    | dez            | jū           | tō           |
| 百    | cem            | hyaku        | momo         |
| 千    | mil            | sen          | chi          |
| 上    | sobre          | jō           | ue           |
| 下    | sob            | ka, ge       | shita        |
| 左    | esquerda       | sa           | hidari       |
| 右    | direita        | u, yū        | migi         |
| 中    | dentro, meio   | chū          | naka         |
| 大    | grande         | dai          | ō-kii        |
| 小    | pequeno        | shō          | chii-sai     |
| 月    | mês, lua       | gatsu, getsu | tsuki        |
| 日    | dia            | nichi        | hi           |
| 年    | ano            | nen          | toshi        |
| 早    | cedo           | sō           | haya-i       |
| 木    | árvore         | moku         | ki           |
| 林    | floresta       | rin          | hayashi      |
| 山    | montanha       | san          | yama         |
| 川    | rio            | sen          | kawa         |
| 土    | solo           | do           | tsuchi       |
| 空    | céu            | kū           | sora         |
| 田    | campo de arroz | den          | ta           |
| 天    | firmamento     | ten          | ama          |
| 生    | vida           | sei          | i-kiru       |
| 花    | flor           | ka           | hana         |
| 草    | grama          | sō           | kusa         |
| 虫    | inseto         | chū          | mushi        |
| 犬    | cão            | ken          | inu          |
| 人    | pessoa         | jin, nin     | hito         |
| 名    | nome           | mei, myo     | na           |
| 女    | mulher         | jo, nyo      | on'na        |
| 男    | homem          | dan          | otoko        |
| 子    | criança        | shi, su      | ko           |
| 目    | olho           | moku         | me           |
| 耳    | ouvido         |              | mimi         |
| 口    | boca, abrindo  | kō           | kuchi        |
| 手    | mão            | shu          | te           |
| 足    | pé, perna      | soku         | ashi         |
| 見    | ver            | ken          | mi-ru        |
| 音    | som            | on           | ne, oto      |
| 力    | força          | riki, ryoku  | chikara      |
| 気    | espírito       | ki           | iki          |
| 円    | circulo, iene  | en           | maru         |
| 入    | entrar         | nyū          | hai-ru, i-ru |
| 出    | sair           | shutsu       | de-ru        |
| 立    | levantar       | ritsu        | ta-tsu       |
| 休    | descansar      | kyū          | yasu-mu      |
| 先    | anterior       | sen          | saki         |
| 夕    | anoitecer      |              | yū           |
| 本    | livro          | hon          | moto         |
| 文    | escrita        | bun, mon     | fumi         |
| 字    | caractere      | ji           |              |
| 学    | estudo         | gaku         | mana-bu      |
| 校    | escola         | kō           | gakou        |
| 村    | vila           | son          | mura         |
| 町    | cidade         | chō          | machi        |
| 森    | floresta       | shin         | mori         |
| 正    | correto        | sei          | tada-shii    |
| 水    | água           | sui          | mizu         |
| 火    | fogo           | ka           | hi           |
| 玉    | bola           | gyoku        | tama         |
| 王    | rei            | ou           | kimi         |
| 石    | pedra          | seki         | ishi         |
| 竹    | bambu          | chiku        | take         |
| 糸    | fio, linha     | shi          | ito          |
| 貝    | concha         | bai          | kai          |
| 車    | veículo        | sha          | kuruma       |
| 金    | ouro; dinheiro | kin          | kane, kana   |
| 雨    | chuva          | u            | ame, ama     |
| 赤    | vermelho       | seki         | aka          |
| 青    | azul           | sei, shō     | ao           |
| 白    | branco         | haku         | shiro, shira |

#### 2ª série - 160 kanjis
| Kanji | Português             | On          | Kun                             |
| 数    | número, contável      | sū          | kazu                            |
| 多    | muito                 | ta          | ō-i                             |
| 少    | pouco                 | shō         | suku-nai, suko-shi              |
| 万    | dez mil               | man         | yorozu                          |
| 半    | metade                | han         | naka-ba                         |
| 形    | formato               | kei         | katachi                         |
| 太    | gordura               | ta          | futo-i                          |
| 細    | magro                 | sai         | hoso-i                          |
| 広    | amplo                 | kō          | hiro-i                          |
| 長    | extenso               | chō         | naga-i                          |
| 点    | ponto                 | ten         |                                 |
| 丸    | círculo               | gan         | maru                            |
| 交    | mistura               | kō          | maji-waru                       |
| 光    | luz                   | kō          | hikari                          |
| 角    | angulo, canto         | kaku        | kado, tsuno, sumi               |
| 計    | medida                | kei         | haka-ru                         |
| 直    | correto, direito      | choku, jiki | tada-chi, nao-su                |
| 線    | linha                 | sen         |                                 |
| 矢    | flecha                | shi         | ya                              |
| 弱    | fraco                 | jaku        | yowa-i                          |
| 強    | forte                 | kyō         | tsuyo-i                         |
| 高    | alto                  | kō          | taka-i                          |
| 同    | similar               | dō          | ona-ji                          |
| 親    | figura paterna        | shin        | oya                             |
| 母    | mãe                   | bo          | haha, kaa                       |
| 父    | pai                   | fu          | chichi, tou                     |
| 姉    | irmã mais velha       | shi         | ane                             |
| 兄    | irmão mais velho      | kei         | ani                             |
| 弟    | irmão mais novo       | tei         | otouto                          |
| 妹    | irmã mais nova        | mai         | imōto                           |
| 自    | si próprio            | ji, shi     | mizuka-ra                       |
| 友    | amigo                 | yū          | tomo                            |
| 体    | corpo                 | tai         | karada                          |
| 毛    | cabelo                | mō          | ke                              |
| 頭    | cabeça                | tō          | atama                           |
| 顔    | face                  | gan         | kao                             |
| 首    | pescoço               | shu         | kubi                            |
| 心    | coração               | shin        | kokoro                          |
| 時    | tempo                 | ji          | toki                            |
| 曜    | dia da semana         | yō          | yōbi                            |
| 朝    | manhã                 | chō         | asa                             |
| 昼    | período do dia        | chū         | hiru                            |
| 夜    | noite                 | ya          | yoru                            |
| 分    | minuto; compreender   | fun, bun    | wa-karu                         |
| 週    | semana                | shū         |                                 |
| 春    | primavera             | shun        | haru                            |
| 夏    | verão                 | ka          | natsu                           |
| 秋    | outono                | shū         | aki                             |
| 冬    | inverno               | tō          | fuyu                            |
| 今    | agora                 | kon         | ima                             |
| 新    | novo                  | shin        | atara-shii                      |
| 古    | velho                 | ko          | furu-i                          |
| 間    | intervalo             | kan, ken    | ma, aida                        |
| 方    | direção               | hō          | kata                            |
| 北    | norte                 | hoku        | kita                            |
| 南    | sul                   | nan         | minami                          |
| 東    | leste                 | tō          | higashi, azuma                  |
| 西    | oeste                 | sei, sai    | nishi                           |
| 遠    | longe                 | en          | tō-i                            |
| 近    | perto                 | kin         | chika-i                         |
| 前    | antes, defronte       | zen         | mae                             |
| 後    | depois, atrás         | go, kou     | nochi, ushi-ro, ato oruoku-reru |
| 内    | dentro                | nai         | uchi                            |
| 外    | fora                  | gai, ge     | soto, hoka, hazu-su             |
| 場    | lugar                 | jō          | ba                              |
| 地    | chão                  | chi, ji     |                                 |
| 国    | país                  | koku        | kuni                            |
| 園    | jardim                | en          | sono                            |
| 谷    | vale                  | koku        | tani                            |
| 野    | campo                 | ya          | no                              |
| 原    | prado, campina        | gen         | hara                            |
| 里    | vilarejo              | ri          | sato                            |
| 市    | cidade                | shi         | ichi                            |
| 京    | capital               | kyō, kei    |                                 |
| 風    | vento                 | fū          | kaze                            |
| 雪    | neve                  | setsu       | yuki                            |
| 雲    | nuvem                 | un          | kumo                            |
| 池    | lagoa                 | chi         | ike                             |
| 海    | mar                   | kai         | umi                             |
| 岩    | rocha                 | gan         | iwa                             |
| 星    | estrela               | sei         | hoshi                           |
| 室    | sala                  | shitsu      | muro                            |
| 戸    | porta                 | ko          | to, be                          |
| 家    | casa                  | ka, ke      | ie                              |
| 寺    | templo budista        | ji          | tera                            |
| 通    | trespassar            | tsū         | tō-ru                           |
| 門    | portão                | mon         | kado                            |
| 道    | estrada               | dō          | michi                           |
| 話    | falar                 | wa          | hanashi                         |
| 言    | dizer                 | gen, gon    | i-u, koto                       |
| 答    | responder             | tō          | kota-eru                        |
| 声    | voz                   | sei         | koe                             |
| 聞    | escutar               | bun, mon    | ki-ku                           |
| 語    | linguagem             | go          | kata-ru                         |
| 読    | ler                   | doku        | yo-mu                           |
| 書    | escrever              | sho         | ka-ku                           |
| 記    | anotar                | ki          | shiru-su                        |
| 紙    | papel                 | shi         | kami                            |
| 画    | figura                | ga, kaku    |                                 |
| 絵    | imagem                | kai         | e                               |
| 図    | desenho               | zu          | haka-ru                         |
| 工    | artifício             | kō, ku      |                                 |
| 教    | ensinar               | kyō         | oshi-eru                        |
| 晴    | ensolarado            | sei         | hare                            |
| 思    | pensar                | shi         | omo-u                           |
| 考    | refletir              | kō          | kanga-eru                       |
| 知    | saber                 | chi         | shi-ru                          |
| 才    | habilidade            | sai, zai    | wazukani, zae                   |
| 理    | razão                 | ri          | kotowari                        |
| 算    | calcular              | san         |                                 |
| 作    | fazer                 | saku        | tsuku-ru                        |
| 元    | origem                | gen, gan    | moto                            |
| 食    | comer                 | shoku       | ta-beru                         |
| 肉    | carne                 | niku        |                                 |
| 馬    | cavalo                | ba          | uma, ma                         |
| 牛    | vaca                  | gyū         | ushi                            |
| 魚    | peixe                 | gyo         | uo, sakana                      |
| 鳥    | pássaro               | chō         | tori                            |
| 羽    | pena                  | u           | ha, hane                        |
| 鳴    | pio                   | mei         | na-ku                           |
| 麦    | trigo                 | baku        | mugi                            |
| 米    | arroz                 | bei, mai    | kome                            |
| 茶    | chá                   | cha, sa     |                                 |
| 色    | cor                   | shoku       | iro                             |
| 黄    | amarelo               | ō           | ki                              |
| 黒    | preto                 | koku        | kuro                            |
| 来    | vir                   | rai         | ku-ru                           |
| 行    | ir                    | kō, gyō     | i-ku, yu-ku, okona-u            |
| 帰    | retornar ao lar       | ki          | kae-ru                          |
| 歩    | andar                 | ho          | aru-ku                          |
| 走    | correr                | sō          | hashi-ru                        |
| 止    | parar                 | shi         | to-maru                         |
| 活    | ativo                 | katsu       | i-kiru                          |
| 店    | loja                  | ten         | mise                            |
| 買    | comprar               | bai         | ka-u                            |
| 売    | vender                | bai         | u-ru                            |
| 午    | meio-dia              | go          | (uma)                           |
| 汽    | vapor                 | ki          |                                 |
| 弓    | arco                  | kyū         | yumi                            |
| 回    | -vezes, remexer       | kai         |                                 |
| 会    | associação            | kai         | e                               |
| 組    | time                  | kumi        |                                 |
| 船    | barco                 | sen         | fune                            |
| 明    | luminoso              | mei         | aka-rui                         |
| 社    | compania              | sha         | yashiro                         |
| 切    | cortar                | setsu       | ki-ru                           |
| 電    | eletricidade          | den         |                                 |
| 毎    | todo                  | mai         |                                 |
| 合    | ajustar               | gō          | a-u                             |
| 当    | bater                 | tō          | a-taru                          |
| 台    | alicerce              | dai, tai    |                                 |
| 楽    | prazer                | raku        | tano-shii                       |
| 公    | público               | kou         | ōyake                           |
| 引    | puxar, tirar          | in          | hi-ku                           |
| 科    | seção                 | ka          |                                 |
| 歌    | canção                | ka          | uta                             |
| 刀    | espada                | tō          | katana                          |
| 番    | número; identificável | ban         |                                 |
| 用    | uso                   | yō          | mochi-iru                       |
| 何    | quê                   | ka          | nani, nan                       |

#### 3ª série - 200 kanjis
| Kanji | Português                 | On           | Kun                    |
| 丁    | bairro                    | chō, tei     | hinoto                 |
| 世    | geração                   | sei, se      | yo                     |
| 両    | ambos                     | ryō          |                        |
| 主    | mestre                    | shu          | nushi, omo             |
| 乗    | montar; conduzir          | jō           | no-ru                  |
| 予    | antemão                   | yo           |                        |
| 事    | coisa abstrata            | ji           | koto                   |
| 仕    | servir                    | shi          | tsuka-eru              |
| 他    | outro                     | ta           |                        |
| 代    | substituto                | dai, tai     | kawa-ru, yo            |
| 住    | morar                     | jū           | su-mu                  |
| 使    | utilidade                 | shi          | tsuka-u                |
| 係    | comandante                | kei          | kakari, kaka-ru        |
| 倍    | dobro                     | bai          |                        |
| 全    | inteiro                   | zen          | matta-ku               |
| 具    | ferramenta                | gu           |                        |
| 写    | cópia                     | sha          | utsu-su                |
| 列    | fila                      | retsu        |                        |
| 助    | ajuda                     | jo           | tasu-keru              |
| 勉    | diligência                | ben          |                        |
| 動    | mover                     | dō           | ugo-ku                 |
| 勝    | ganhar                    | shō          | ka-tsu                 |
| 化    | mudar                     | ka           | ba-keru                |
| 区    | distrito                  | ku           |                        |
| 医    | doutor                    | i            |                        |
| 去    | partir                    | kyo, ko      | sa-ru                  |
| 反    | anti-                     | han          | so-ru                  |
| 取    | pegar                     | shu          | to-ru                  |
| 受    | receber                   | ju           | u-keru                 |
| 号    | sinal; número             | gō           |                        |
| 向    | deparar-se                | kō           | mu-kau                 |
| 君    | você                      | kun          | kimi                   |
| 味    | sabor                     | mi           | aji, aji-wau           |
| 命    | destino                   | mei          | inochi                 |
| 和    | harmonia                  | wa           |                        |
| 品    | artigo                    | hin          | shina                  |
| 員    | membro                    | in           |                        |
| 商    | comércio                  | shō          |                        |
| 問    | pergunta                  | mon          | to-u, ton              |
| 坂    | ladeira                   |              | saka                   |
| 央    | centro                    | ō            |                        |
| 始    | iniciar                   | shi          | haji-meru              |
| 委    | comitê                    | i            | yuda-neru              |
| 守    | proteger                  | shu          | mamo-ru                |
| 安    | barato                    | an           | yasu-i                 |
| 定    | determinar                | tei, jō      | sada-meru              |
| 実    | fruta                     | jitsu        | mi, mino-ru            |
| 客    | convidado                 | kyaku        |                        |
| 宮    | templo xintoísta          | kyū          | miya                   |
| 宿    | hospedaria                | shuku        | yado, yado-ru          |
| 寒    | frio                      | kan          | samu-i                 |
| 対    | oposto                    | tai          |                        |
| 局    | escritório                | kyoku        |                        |
| 屋    | telhado                   | oku          | ya                     |
| 岸    | litoral                   | gan          | kishi                  |
| 島    | ilha                      | tō           | shima                  |
| 州    | estado                    | shū          |                        |
| 帳    | cortina                   | chō          |                        |
| 平    | plano, liso               | hei, byō     | tai-ra, hira           |
| 幸    | alegria                   | kō           | saiwa-i, shiawa-se     |
| 度    | grau                      | do           |                        |
| 庫    | armazém                   | ko           |                        |
| 庭    | quintal                   | tei          | niwa                   |
| 式    | estilo                    | shiki        |                        |
| 役    | atuação                   | yaku         |                        |
| 待    | esperar                   | tai          | ma-tsu                 |
| 急    | apressar                  | kyū          | iso-gu                 |
| 息    | respirar                  | soku         | iki                    |
| 悪    | mau                       | aku          | waru-i                 |
| 悲    | triste                    | hi           | kana-shii              |
| 想    | pensamento                | sō           |                        |
| 意    | idéia                     | i            |                        |
| 感    | sentir                    | kan          |                        |
| 所    | local                     | sho          | tokoro                 |
| 打    | golpear                   | da           | u-tsu                  |
| 投    | jogar                     | tō           | na-geru                |
| 拾    | recolher                  |              | hiro-u                 |
| 持    | segurar                   | ji           | mo-tsu                 |
| 指    | dedo                      | shi          | yubi, sa-su            |
| 放    | liberar                   | hō           | hana-su                |
| 整    | organizar                 | sei          | totono-eru             |
| 旅    | viagem                    | ryo          | tabi                   |
| 族    | tribo                     | zoku         |                        |
| 昔    | antigamente               |              | mukashi                |
| 昭    | claro                     | shō          | akiraka                |
| 暑    | quente                    | sho          | atsu-i                 |
| 暗    | escuro                    | an           | kura-i                 |
| 曲    | melodia; curva            | kyoku        | ma-garu                |
| 有    | ser                       | yū           | a-ru                   |
| 服    | roupas                    | fuku         |                        |
| 期    | período de tempo          | ki           |                        |
| 板    | tábua                     | han, ban     | ita                    |
| 柱    | pilar                     | chū          | hashira                |
| 根    | raiz                      | kon          | ne                     |
| 植    | planta                    | shoku        | u-eru                  |
| 業    | negócio                   | gyō          |                        |
| 様    | aparência ou Sr(Sra,Srta) | yō           | sama                   |
| 横    | horizontal                | ō            | yoko                   |
| 橋    | ponte                     | kyō          | hashi                  |
| 次    | próximo/seguinte          | ji           | tsugi, tsu-gu          |
| 歯    | dente                     | shi          | ha                     |
| 死    | morte                     | shi          | shi-nu                 |
| 氷    | gelo                      | hyō          | kōri                   |
| 決    | decidir                   | ketsu        | ki-meru                |
| 油    | óleo                      | yu           | abura                  |
| 波    | onda                      | ha           | nami                   |
| 注    | despejar                  | chū          | soso-gu                |
| 泳    | nadar                     | ei           | oyo-gu                 |
| 洋    | oceano, ocidental         | yō           |                        |
| 流    | correnteza                | ryū          | naga-reru              |
| 消    | extinguir                 | shō          | ki-eru, ke-su          |
| 深    | profundo                  | shin         | fuka-i                 |
| 温    | morno, caloroso           | on           | atata-kai              |
| 港    | porto                     | kō           | minato                 |
| 湖    | lago                      | ko           | mizūmi                 |
| 湯    | água quente               | tō           | yu                     |
| 漢    | China                     | kan          |                        |
| 炭    | carvão                    | tan          | sumi                   |
| 物    | coisa                     | butsu, motsu | mono                   |
| 球    | esfera                    | kyū          | tama                   |
| 由    | causa                     | yū, yu       |                        |
| 申    | relatar                   | shin         | mō-su                  |
| 界    | mundo                     | kai          |                        |
| 畑    | campo agrícola            | hata, hatake |                        |
| 病    | doente                    | byō          | yamai                  |
| 発    | partida/embarque          | hatsu        |                        |
| 登    | escalar                   | tō, to       | nobo-ru                |
| 皮    | pele                      | hi           | kawa                   |
| 皿    | prato                     |              | sara                   |
| 相    | mútuo                     | sō           | ai                     |
| 県    | prefeitura                | ken          |                        |
| 真    | verdade                   | shin         | ma                     |
| 着    | vestir ou chegar          | chaku        | ki-ru, tsu-ku          |
| 短    | curto                     | tan          | mijika-i               |
| 研    | aguçar                    | ken          |                        |
| 礼    | obrigado(a)               | rei          |                        |
| 神    | deus(es)                  | shin, jin    | kami                   |
| 祭    | festival                  | sai          | matsu-ri               |
| 福    | sorte                     | fuku         |                        |
| 秒    | segundo                   | byō          |                        |
| 究    | pesquisa                  | kyū          |                        |
| 章    | capítulo                  | shō          | aya, shirushi, akiraka |
| 童    | juvenil                   | dō, tō       | warabe                 |
| 笛    | apito ou assobio          | teki         | fue                    |
| 第    | prefixo de número ordinal | dai          |                        |
| 筆    | pincel de escrever        | hitsu        | fude                   |
| 等    | aula                      | tō           | hito-shii              |
| 箱    | caixa                     |              | hako                   |
| 級    | classificação             | kyū          |                        |
| 終    | fim                       | shū          | o-waru                 |
| 緑    | verde                     | ryoku        | midori                 |
| 練    | prática                   | ren          | ne-ru                  |
| 羊    | ovelha                    | yō           | hitsuji                |
| 美    | beleza                    | bi           | utsuku-shii            |
| 習    | aprender                  | shū          | nara-u                 |
| 者    | alguém                    | sha          | mono                   |
| 育    | nutrir                    | iku          | soda-tsu               |
| 苦    | sofrer                    | ku           | kuru-shii, niga-i      |
| 荷    | bagagem                   | ka           | ni                     |
| 落    | cair                      | raku         | o-chiru                |
| 葉    | folha                     | yō           | ha                     |
| 薬    | medicina                  | yaku         | kusuri                 |
| 血    | sangue                    | ketsu        | chi                    |
| 表    | superfície                | hyō          | omote, arawa-su        |
| 詩    | poema                     | shi          |                        |
| 調    | tom                       | chō          | shira-beru             |
| 談    | discutir                  | dan          |                        |
| 豆    | feijões                   | tō, zu       | mame                   |
| 負    | perder                    | fu           | ma-keru, o-u           |
| 起    | acordar                   | ki           | o-kiru                 |
| 路    | trilha                    | ro           | ji                     |
| 身    | indivíduo                 | shin         | mi                     |
| 転    | girar                     | ten          | koro-bu                |
| 軽    | leve                      | kei          | karu-i                 |
| 農    | agricultura               | nō           |                        |
| 返    | devolver                  | hen          | kae-su                 |
| 追    | seguir                    | tsui         | o-u                    |
| 送    | enviar                    | sō           | oku-ru                 |
| 速    | rápido                    | soku         | haya-i                 |
| 進    | avançar                   | shin         | susu-mu                |
| 遊    | brincar                   | yū           | aso-bu                 |
| 運    | transportar               | un           | hako-bu                |
| 部    | parte                     | bu           |                        |
| 都    | metropole                 | to, tsu      | miyako                 |
| 配    | distribuir                | hai          | kuba-ru                |
| 酒    | bebida alcoólica          | shu          | sake, saka             |
| 重    | pesado                    | jū, chō      | omo-i, kasa-neru       |
| 鉄    | ferro                     | tetsu        |                        |
| 銀    | prata                     | gin          |                        |
| 開    | abrir                     | kai          | hira-ku, a-ku          |
| 院    | instituição               | in           |                        |
| 陽    | luz do sol                | yō           | hi, itsuwaru           |
| 階    | andar de um edifício      | kai          |                        |
| 集    | coletar                   | shū          | atsu-maru              |
| 面    | rosto                     | men          |                        |
| 題    | tema                      | dai          |                        |
| 飲    | bebida                    | in           | no-mu                  |
| 館    | prédio público            | kan          |                        |
| 駅    | estação                   | eki          |                        |
| 鼻    | nariz                     |              | hana                   |

#### 4ª série - 220 kanjis
| Kanji | Português             | On        | Kun                  |
| 不    | não                   | fu, bu    |                      |
| 争    | conflito              | sō        | araso-u              |
| 付    | anexar                | fu        | tsu-ku               |
| 令    | ordens                | rei       |                      |
| 以    | desde                 | i         |                      |
| 仲    | intermediário, entre  |           | naka                 |
| 伝    | transmitir            | den       | tsuta-eru            |
| 位    | posição               | i         | kurai                |
| 低    | baixo                 | tei       | hiku-i               |
| 例    | exemplo               | rei       | tato-eru             |
| 便    | conveniência          | ben, bin  | tayo-ri              |
| 信    | confiança             | shin      |                      |
| 倉    | armazenamento         | sō        | kura                 |
| 候    | clima                 | kō        |                      |
| 借    | pegar emprestado      | shaku     | ka-riru              |
| 停    | interromper           | tei       |                      |
| 健    | saudável              | ken       |                      |
| 側    | lado                  | soba      | gawa                 |
| 働    | trabalhar             | dō        | hatara-ku            |
| 億    | cem milhões           | oku       |                      |
| 兆    | presságio ou trilhão  | chō       | kiza-shi             |
| 児    | prole                 | ji        |                      |
| 共    | juntos                | kyō       | tomo                 |
| 兵    | soldado               | hei, hyō  | tsuwamono            |
| 典    | código                | ten       |                      |
| 冷    | resfriado             | rei       | tsume-tai            |
| 初    | primeiro              | sho       | hatsu, ubu           |
| 別    | separado              | betsu     | waka-reru            |
| 利    | lucro                 | ri        |                      |
| 刷    | impressão             | satsu     | su-ru                |
| 副    | vice-                 | huku      |                      |
| 功    | realização            | kō        |                      |
| 加    | adicionar             | ka        | kuwa-eru             |
| 努    | labuta, esforço       | do        | tsuto-meru           |
| 労    | trabalho              | rō        | negira-u             |
| 勇    | coragem               | yū        | isa-mashii           |
| 包    | embrulho              | hō        | tsutu-mu             |
| 卒    | graduado              | sotsu     |                      |
| 協    | cooperação            | kyō       |                      |
| 単    | simples               | tan       |                      |
| 博    | Dr. ou Ph.D.          | haku      |                      |
| 印    | marca                 | in        | shirushi             |
| 参    | participar            | san       | mai-ru               |
| 史    | história              | shi       |                      |
| 司    | diretor               | shi       | tsukasado-ru         |
| 各    | cada                  | kaku      |                      |
| 告    | contar, anunciar      | koku      | tsu-geru             |
| 周    | circunferência        | shū       |                      |
| 唱    | cântico               | shō       | tona-eru             |
| 喜    | regozijar             | ki        | yoroko-bu            |
| 器    | recipiente            | ki        | utsuwa               |
| 囲    | rodear                | i         | kako-u               |
| 固    | endurecer             | ko        | kata-maru            |
| 型    | modelo                | kei       | kata                 |
| 堂    | câmara pública        | dō        |                      |
| 塩    | sal                   | en        | shio                 |
| 士    | cavalheiro            | shi       |                      |
| 変    | mudança               | hen       | ka-waru              |
| 夫    | marido                | fu fuu bu | otto                 |
| 失    | sucumbir              | shitsu    | ushina-u             |
| 好    | gostar                | kō        | su-ku, kono-mu       |
| 季    | temporadas            | ki        |                      |
| 孫    | neto                  | son       | mago                 |
| 完    | perfeito              | kan       |                      |
| 官    | oficial do governo    | kan       |                      |
| 害    | prejuízo              | gai       |                      |
| 察    | achar, adivinhar      | satsu     |                      |
| 巣    | ninho                 | sō        | su                   |
| 差    | distinção             | sa        |                      |
| 希    | esperança             | ki        | mare                 |
| 席    | assento               | seki      |                      |
| 帯    | faixa                 | tai       | obi                  |
| 底    | inferior              | tei       | soko                 |
| 府    | prefeitura urbana     | fu        |                      |
| 康    | facilidade            | kō        |                      |
| 建    | construir             | ken       | ta-teru              |
| 径    | diâmetro              | kei       |                      |
| 徒    | companheiro           | to        |                      |
| 得    | adquirir              | toku      | e-ru                 |
| 必    | inevitável            | hitsu     | kanara-zu            |
| 念    | desejo                | nen       |                      |
| 愛    | amor                  | ai        |                      |
| 成    | tornar-se             | sei       | na-ru                |
| 戦    | guerra                | sen       | ikusa, tataka-u      |
| 折    | dobra                 | setsu     | o-ru                 |
| 挙    | erguer                | kyo       | a-geru               |
| 改    | reforma               | kai       | arata-meru           |
| 救    | salvação              | kyū       | suku-u               |
| 敗    | falha                 | hai       | yabu-reru            |
| 散    | dispersão             | san       | chi-ru               |
| 料    | tarifa                | ryō       |                      |
| 旗    | bandeira nacional     | hata      |                      |
| 昨    | ontem                 | saku      |                      |
| 景    | cenário               | kei       |                      |
| 最    | a maioria             | sai       | mo, motto-mo         |
| 望    | ambição               | bō        | nozo-mu              |
| 未    | prefixo "in-"         | mi        | ima-da               |
| 末    | final                 | matsu     | sue                  |
| 札    | etiqueta              | satsu     | huda                 |
| 材    | madeira serrada       | zai       |                      |
| 束    | agrupar               | soku      | taba, tsuka          |
| 松    | pinho                 | shō       | matsu                |
| 果    | fruto, resultado      | ka        | ha-tasu              |
| 栄    | honra                 | ei        | saka-eru             |
| 案    | plano, proposta       | an        |                      |
| 梅    | ume, alume            | bai       | ume                  |
| 械    | engenhoca             | kai       |                      |
| 極    | pólos                 | kyoku     | kiwa-meru            |
| 標    | letreiro              | hyō       |                      |
| 機    | máquina               | ki        |                      |
| 欠    | falta                 | ketsu     | ka-keru              |
| 歴    | currículo             | reki      |                      |
| 残    | restante              | zan       | noko-ru              |
| 殺    | matar                 | satsu     | koro-su              |
| 毒    | veneno                | doku      |                      |
| 氏    | sobrenome             | shi       | uji                  |
| 民    | pessoas, povo         | min       | tami                 |
| 求    | demanda               | kyu       | moto-mu              |
| 治    | governo               | chi       | osa-meru             |
| 法    | método                | hō        |                      |
| 泣    | chorar                | kyū       | na-ku                |
| 浅    | raso                  | sen       | asa-i                |
| 浴    | banhar-se             | yoku      | abi-ru               |
| 清    | puro                  | sei       | kiyo-raka            |
| 満    | cheio                 | man       | mi-chiru             |
| 漁    | pescaria              | ryō       | asa-ru               |
| 灯    | luminária             | tō        | tomo-su              |
| 無    | nada                  | mu        | na-i                 |
| 然    | assim                 | zen       | shika-shi            |
| 焼    | assar                 | shō       | ya-ku                |
| 照    | iluminar              | sho       | te-rasu              |
| 熱    | calor                 | netsu     | atsu-i               |
| 牧    | procriar              | boku      | maki                 |
| 特    | especial              | toku      |                      |
| 産    | dar à luz             | san       | u-mu                 |
| 的    | alvo                  | teki      | mato                 |
| 省    | ministério do governo | sho, sei  | habu-ku              |
| 祝    | comemorar, celebrar   | shuku     | iwa-u                |
| 票    | cédula                | hyō       |                      |
| 種    | espécie ou semente    | shu       | tane, kusa           |
| 積    | acumular              | seki      | tsu-mu               |
| 競    | imitar                | kyō       | kiso-u               |
| 笑    | rir                   | shō       | wara-u               |
| 管    | tubo                  | kan       | kuda                 |
| 節    | nó                    | setsu     | fushi                |
| 粉    | farinha               | ko        | kona                 |
| 紀    | crônica               | ki        |                      |
| 約    | promessa              | yaku      |                      |
| 結    | gravata               | ketsu     | musu-bu, yu-u        |
| 給    | salário               | kyū       | tama-u               |
| 続    | continuar             | zoku      | tsudu-ku             |
| 置    | colocar               | chi       | o-ku                 |
| 老    | idoso                 | rō        | o-iru                |
| 胃    | estômago              | i         |                      |
| 脈    | veia                  | myaku     |                      |
| 腸    | intestino             | chō       |                      |
| 臣    | retentor, retidor     | shin      |                      |
| 航    | cruzeiro              | kō        |                      |
| 良    | bom                   | ryō       | yo-i                 |
| 芸    | arte                  | gei       |                      |
| 芽    | broto                 | ga        | me                   |
| 英    | Inglaterra            | ei        |                      |
| 菜    | verduras              | na        |                      |
| 街    | rua                   | gai       | machi                |
| 衣    | vestuário             | i         |                      |
| 要    | necessidade           | yō        | i-ru                 |
| 覚    | memorizar             | kaku      | obo-eru, sa-meru     |
| 観    | observar              | kan       | mi-ru                |
| 訓    | instrução             | kun       |                      |
| 試    | teste                 | shi       | kokoromi-ru          |
| 説    | teoria                | setsu     | to-ku                |
| 課    | divisão, secção       | ka        |                      |
| 議    | deliberação           | gi        |                      |
| 象    | elefante              | zō        | shō                  |
| 貨    | frete                 | ka        |                      |
| 貯    | poupança              | cho       | ta-meru              |
| 費    | despesa               | hi        | tsui-yasu            |
| 賞    | prêmio                | shō       |                      |
| 軍    | exército              | gun       |                      |
| 輪    | roda                  | rin       | wa                   |
| 辞    | demitir-se            | ji        | ya-meru              |
| 辺    | arredores             | hen       | ata-ri               |
| 連    | levar                 | ren       | tsu-reru, tsura-neru |
| 達    | atingir               | tachi     |                      |
| 選    | escolher              | sen       | era-bu               |
| 郡    | município             | gun       |                      |
| 量    | quantidade            | ryō       |                      |
| 録    | registro              | roku      |                      |
| 鏡    | espelho               | kyō       | kagami               |
| 関    | relacionado           | kan       |                      |
| 陸    | terra, país           | riku      |                      |
| 隊    | esquadrão             | tai       |                      |
| 静    | quieto                | sei       | shizu-ka             |
| 順    | obedecer              | jun       |                      |
| 願    | pedido                | gan       | nega-u               |
| 類    | tipo, classe          | rui       |                      |
| 飛    | voar                  | hi        | to-bu                |
| 飯    | refeição              | han       | meshi                |
| 養    | adotivo               | yō        | yashina-u            |
| 験    | verificar             | ken       |                      |

#### 5ª série - 185 kanjis
| Kanji | Português        | On           | Kun           |
| 久    | muito tempo      | kyū          | hisa          |
| 仏    | Buda             | hutsu, butsu | hotoke        |
| 仮    | farsa            | kari         |               |
| 件    | assunto          | ken          |               |
| 任    | responsabilidade | nin          | maka-seru     |
| 似    | assemelhar       | ji           | ni-ru         |
| 余    | demais           | yo           | ama-ru        |
| 価    | valor            | ka           |               |
| 保    | preservar        | ho           | tamo-tsu      |
| 修    | disciplina       | shū          | osa-meru      |
| 俵    | bolsa de palha   | hyō          | tawara        |
| 個    | individual       | ko           |               |
| 備    | prover           | bi           | sona-eru      |
| 像    | estátua          | zō           |               |
| 再    | novamente        | sai          | futata-bi     |
| 刊    | publicar         | kan          |               |
| 判    | juiz             | han          | waka-ru       |
| 制    | controle         | sei          |               |
| 券    | passe; bilhete   | ken          |               |
| 則    | regra            | soku         | notto-ru      |
| 効    | efeito           | kō           |               |
| 務    | dever            | mu           | tsuto-meru    |
| 勢    | energia          | sei          | ikio-i        |
| 厚    | grosso           | kō           | atsu-i        |
| 句    | frase            | ku           |               |
| 可    | possível         | ka           |               |
| 営    | gerenciar        | ei           | itona-mu      |
| 因    | causar           | in           | yo-ru         |
| 団    | equipe           | dan          |               |
| 圧    | pressão          | atsu         |               |
| 在    | existir          | zai          | a-ru          |
| 均    | nível            | kin          |               |
| 基    | fundação         | ki           | moto-duku     |
| 報    | relatório        | hō           | muku-iru      |
| 境    | fronteira        | kyō          | sakai         |
| 墓    | sepultura        | bo           | haka          |
| 増    | aumentar         | zō           | ma-su, fu-eru |
| 夢    | sonho            | mu           | yume          |
| 妻    | esposa           | sai          | tsuma         |
| 婦    | senhora          | fu           |               |
| 容    | conter           | yō           |               |
| 寄    | aproximar        | ki           | yo-ru         |
| 富    | rico             | fu           | tomi          |
| 導    | guiar            | dō           | michibi-ku    |
| 居    | residir          | kyo          | i-ru          |
| 属    | pertencer        | zoku         |               |
| 布    | pano             | fu           | nuno          |
| 師    | especialista     | shi          |               |
| 常    | comum            | jō           | tsune         |
| 幹    | tronco           | kan          | miki          |
| 序    | prefácio         | jo           |               |
| 弁    | válvula          | ben          |               |
| 張    | esticar          | chō          | ha-ru         |
| 往    | jornada          | ō            |               |
| 復    | repetir          | fuku         |               |
| 徳    | virtude          | toku         |               |
| 志    | intenção         | shi          | kokorozashi   |
| 応    | replicar         | ō            | kota-eru      |
| 快    | animado          | kai          | kokoroyo-i    |
| 性    | gênero humano    | sei, shō     | saga          |
| 恩    | graça            | on           |               |
| 情    | sentimento       | jō           | nasa-ke       |
| 態    | condição         | tai          |               |
| 慣    | acostumado       | kan          | na-reru       |
| 承    | aquiescer        | shō          | uketamawa-ru  |
| 技    | talento          | gi           | waza          |
| 招    | acenar           | shō          | mane-ku       |
| 授    | instruir         | ju           | sazu-keru     |
| 採    | apanhar          | sai          | to-ru         |
| 接    | contato          | setsu        |               |
| 提    | sugerir          | tei          | sa-geru       |
| 損    | dano             | son          | soko-neru     |
| 支    | apoio            | shi          | sasa-eru      |
| 政    | política         | sei          | matsurigoto   |
| 故    | circunstâncias   | ko           | yue           |
| 敵    | inimigo          | teki         | kataki        |
| 断    | recusar          | dan          | ta-tsu        |
| 旧    | nostalgia        | kyū          |               |
| 易    | fácil            | eki          | yasa-shii     |
| 暴    | explosão         | bō           | aba-ku        |
| 条    | cláusula         | jō           |               |
| 枝    | galho            | shi          | eda           |
| 査    | investigar       | sa           |               |
| 格    | situação         | kaku         |               |
| 桜    | cereja           | ō            | sakuranbo     |
| 検    | examinar         | ken          |               |
| 構    | edificar         | kō           | kama-eru      |
| 武    | militar          | bu           |               |
| 比    | comparar         | hi           | kura-beru     |
| 永    | eternidade       | ei           | naga-i        |
| 河    | córrego          | ga           | kawa          |
| 液    | fluido           | eki          |               |
| 混    | combinação       | kon          | maza-ru       |
| 減    | decrescer        | gen          | he-ru         |
| 測    | braça; medir     | soku         | haka-ru       |
| 準    | equivalente      | jun          |               |
| 演    | performance      | en           |               |
| 潔    | imaculado        | ketsu        | isagiyo-i     |
| 災    | disastre         | sai          | wazawa-i      |
| 燃    | queimar          | nen          | mo-eru        |
| 版    | bloco impresso   | han          |               |
| 犯    | crime            | han          | oka-su        |
| 状    | forma            | jō           |               |
| 独    | sozinho          | doku         | hito-ri       |
| 率    | proporção        | ritsu        | hikii-ru      |
| 現    | aparecer         | gen          | arawa-reru    |
| 留    | deter            | ryū ru       | todo-maru     |
| 略    | abreviação       | ryaku        |               |
| 益    | beneficiar-se    | eki          | ma-su         |
| 眼    | globo ocular     | gan          | me            |
| 破    | rasgar           | ha           | yabu-ru       |
| 確    | óbvio            | kaku         | tashi-ka      |
| 示    | indicar          | shi          | shime-su      |
| 祖    | ancestral        | so           |               |
| 禁    | proibição        | kin          |               |
| 移    | transformar      | i            | utsu-ru       |
| 程    | estender         | tei          | hodo          |
| 税    | taxa             | zei          |               |
| 築    | produzir         | chiku        | kizu-ku       |
| 精    | refinado         | sei          |               |
| 素    | elementar        | su           | moto          |
| 経    | longitude        | kei he-ru    |               |
| 統    | relacionamento   | tō           | su-beru       |
| 絶    | cancelar         | zetsu        | ta-tsu        |
| 綿    | algodão          | men          | wata          |
| 総    | geral            | sō           |               |
| 編    | compilar         | hen          | a-mu          |
| 績    | façanha          | seki         |               |
| 織    | fiar             | shiki        | o-ru          |
| 罪    | culpado          | zai          | tsumi         |
| 群    | rebanho          | gun mu-reru  |               |
| 義    | justiça          | gi           |               |
| 耕    | arado            | kō           | tagaya-su     |
| 職    | emprego          | shoku        |               |
| 肥    | fertilizante     | hi           | ko-yasu       |
| 能    | capacidade       | nō           |               |
| 興    | entreter         | kyō          | oko-su        |
| 舌    | língua           | zetsu        | shita         |
| 舎    | casebre          | sha          |               |
| 術    | artístico        | jutsu        | sube          |
| 衛    | defesa           | ei           |               |
| 製    | manufatura       | sei          |               |
| 複    | duplicar         | fuku         |               |
| 規    | norma            | ki           |               |
| 解    | desatar          | ge, kai      | to-ku         |
| 設    | estabelecer      | setsu        | mouke-ru      |
| 許    | permitir         | kyo          | yuru-su       |
| 証    | evidência        | shō          |               |
| 評    | avaliar          | hyō          |               |
| 講    | discurso         | kō           |               |
| 謝    | desculpar        | sha          | ayama-ru      |
| 識    | discriminar      | shiki        |               |
| 護    | proteção         | go           | mamo-ru       |
| 豊    | generoso         | hō           | yuta-ka       |
| 財    | riqueza          | zai          |               |
| 貧    | pobre            | hin          | mazushi-i     |
| 責    | acusar           | seki         | se-meru       |
| 貸    | emprestar        | tai          | ka-su         |
| 貿    | trocar           | bō           |               |
| 賀    | parabéns         | ga           | Omedetou      |
| 資    | recursos         | shi          |               |
| 賛    | aprovar          | san          |               |
| 質    | qualidade        | shitsu       |               |
| 輸    | transporte       | yu           |               |
| 述    | menção           | jutsu        | no-beru       |
| 迷    | perdido          | mei          | mayo-u        |
| 退    | retirar          | tai          | shirizo-ku    |
| 逆    | invertido        | gyaku        | sakara-u      |
| 造    | criar            | zō           | tsuku-ru      |
| 過    | exagerar         | ka           | ayama-chi     |
| 適    | adequado         | teki         |               |
| 酸    | ácido            | san          |               |
| 鉱    | mineral          | kō           |               |
| 銅    | cobre            | dō           |               |
| 銭    | moeda            | sen          | zeni          |
| 防    | evitar           | bō           | fuse-gu       |
| 限    | limite           | gen          | kagi-ru       |
| 険    | íngreme          | ken          |               |
| 際    | ocasião          | sai          | kiwa          |
| 雑    | diverso          | zatsu        |               |
| 非    | negativo         | hi           | ara-zu        |
| 預    | depositar        | yo           | azu-keru      |
| 領    | território       | ryō          |               |
| 額    | montante         | gaku         | hitai         |
| 飼    | domesticar       | shi          | ka-u          |

#### 6ª série - 181 kanjis
| Kanji | Português              | On           | Kun                |
| 並    | sequência              | hei          | nami, nara-bu      |
| 乱    | rebelião               | ran          | mida-reru          |
| 乳    | leite                  | nyū          | chichi             |
| 亡    | morto                  | bō           | na-kunaru          |
| 仁    | bondade                | jin          |                    |
| 供    | oferecer               | kyō, ku      | tomo               |
| 俳    | ator                   | hai          |                    |
| 値    | preço                  | chi          | atai               |
| 傷    | lesão                  | shō          | kizu               |
| 優    | superior               | yū           | yasa-shii          |
| 党    | partido político       | tō           |                    |
| 冊    | volume, tomo           | satsu        |                    |
| 処    | descartar              | sho          |                    |
| 刻    | talhar                 | koku         | kiza-mu            |
| 割    | dividir                | katsu        | wa-ru              |
| 創    | começar                | sō           | tsuku-ru           |
| 劇    | drama                  | geki         |                    |
| 勤    | determinação           | kin          | tsuto-meru         |
| 危    | perigoso               | ki           | aya-ui             |
| 卵    | ovo                    | ran          | tamago             |
| 厳    | estrito                | gen          | kibi-shii          |
| 収    | obter                  | shū          | osa-meru           |
| 后    | rainha                 | gō           | kisaki             |
| 否    | negar                  | hi           | ina, iya           |
| 吸    | absorver               | kyū          | su-u               |
| 呼    | chamar                 | ko           | yo-bu              |
| 善    | virtuoso               | zen          | yo-i               |
| 困    | fatigar-se             | kon          | koma-ru            |
| 垂    | pendurar               | choku        | ta-reru            |
| 城    | castelo                | jō           | shiro              |
| 域    | variedade              | iki          |                    |
| 奏    | tocar música           | sō           | kana-deru          |
| 奮    | agitado                | hun          | huru-u             |
| 姿    | aspecto                | shi          | sugata             |
| 存    | supor                  | son          |                    |
| 孝    | piedade filial         | kō           |                    |
| 宅    | lar                    | taku         | iie                |
| 宇    | teto                   | u            |                    |
| 宗    | religião               | shū          | sō                 |
| 宙    | espacial               | chū          |                    |
| 宝    | tesouro                | hō           | takara             |
| 宣    | proclamar              | sen          | notama-u           |
| 密    | sigilo                 | mitsu        |                    |
| 寸    | medição                | sun          |                    |
| 専    | especialidade          | sen          | moppa-ra           |
| 射    | atirar                 | sha          | i-ru               |
| 将    | líder                  | shō          |                    |
| 尊    | respeitado             | son          |                    |
| 就    | concernir              | shū          | tsu-ku             |
| 尺    | medida de profundidade | shaku        |                    |
| 届    | entregar               | todo-ku      |                    |
| 展    | expandir               | ten          |                    |
| 層    | estrato                | sō           |                    |
| 己    | próprio                | ko           | onore              |
| 巻    | pergaminho             | kan          | ma-ku              |
| 幕    | cortina de espetáculo  | baku         | maku               |
| 干    | seco                   | kan          | ho-su              |
| 幼    | infância               | yō           | osana-i            |
| 庁    | agência governamental  | chō          |                    |
| 座    | sentar                 | za           | suwa-ru            |
| 延    | prolongar              | en           | no-basu            |
| 律    | ritmo                  | ritsu        |                    |
| 従    | acatar                 | jū           | sitaga-u           |
| 忘    | esquecer               | bō           | wasu-reru          |
| 忠    | lealdade               | chū          |                    |
| 憲    | constituição           | ken          |                    |
| 我    | ego                    | ga           | ware               |
| 批    | crítica                | hi           |                    |
| 担    | carregar               | tan          | nina-u             |
| 拝    | venerar                | hai          | oga-mu             |
| 拡    | largo                  | kaku         | hiro-geru          |
| 捨    | abandonar              | sha          | su-teru            |
| 探    | tatear                 | tan          | saga-su            |
| 推    | deduzir                | sui          |                    |
| 揮    | brandir                | ki           |                    |
| 操    | manobra                | sō           | ayatsu-ru          |
| 敬    | respeito               | kei          | uyama-u            |
| 映    | projetar               | ei           | utsu-ru            |
| 晩    | cair da noite          | ban          |                    |
| 暖    | quentura               | dan          | atata-kai          |
| 暮    | subsistência           | bo           | ku-rasu            |
| 朗    | melodioso              | rō           | hoga-raka          |
| 机    | escrivaninha           | ki           | tsukue             |
| 枚    | folhas de papel        | mai          |                    |
| 染    | tintura                | sen          | so-meru            |
| 株    | ações                  | kabu         |                    |
| 棒    | bastão                 | bō           |                    |
| 模    | imitação               | mo           |                    |
| 権    | direitos               | ken          |                    |
| 樹    | árvores                | ju           | ki                 |
| 欲    | saudade                | yoku         | ho-shii            |
| 段    | degraus                | dan          |                    |
| 沿    | beirar                 | en           | so-u               |
| 泉    | fonte                  | sen          | izumi              |
| 洗    | lavar                  | sen          | ara-u              |
| 派    | facção                 | ha           |                    |
| 済    | concluído              | sai          | su-mu              |
| 源    | procedência            | gen          | minamoto           |
| 潮    | maré                   | cho          | shio               |
| 激    | violento               | geki         | hage-shii          |
| 灰    | cinzas                 | hai          |                    |
| 熟    | amadurecer             | juku         | u-reru             |
| 片    | unilateral             | hen ore kata |                    |
| 班    | grupo                  | han          |                    |
| 異    | incomum                | i            | koto-naru          |
| 疑    | dúvida                 | gi           | utaga-u            |
| 痛    | dor                    | tsū          | ita-i              |
| 皇    | emperador              | kō           | ō                  |
| 盛    | próspero               | sei          | mo-ru              |
| 盟    | parceria               | mei          |                    |
| 看    | vigiar                 | kan          |                    |
| 砂    | areia                  | sa, sha      | suna               |
| 磁    | ímã                    | ji           |                    |
| 私    | eu                     | shi          | watakushi, watashi |
| 秘    | secreto                | hi           |                    |
| 穀    | cereal                 | koku         |                    |
| 穴    | buraco                 | ketsu        | ana                |
| 窓    | janela                 | sō           | mado               |
| 筋    | músculo                | kin          | suji               |
| 策    | esquema                | saku         |                    |
| 簡    | simplicidade           | kan          |                    |
| 糖    | açúcar                 | tō           |                    |
| 系    | linhagem               | kei          | shio               |
| 紅    | vermelhão              | kō           | beni, kurenai      |
| 納    | povoação               | nō           | osa-meru           |
| 純    | genuíno                | jun          |                    |
| 絹    | seda                   | ken          | kinu               |
| 縦    | vertical               | ju           | tate               |
| 縮    | encolher               | shuku        | chidi-mu           |
| 署    | assinatura             | sho          |                    |
| 翌    | vindouro               | yoku         |                    |
| 聖    | sagrado                | sei          |                    |
| 肺    | pulmão                 | hai          |                    |
| 背    | costas                 | hai          | se                 |
| 胸    | colo                   | kyō          | mune               |
| 脳    | cérebro                | nō           |                    |
| 腹    | abdômen                | fuku         | hara               |
| 臓    | entranhas              | zō           |                    |
| 臨    | confrontar             | rin          | nozo-mu            |
| 至    | clímax                 | shi          | ita-ru             |
| 若    | jovem                  | jaku         | waka-i             |
| 著    | renomado               | cho          |                    |
| 蒸    | baforada               | jō           | mu-su              |
| 蔵    | paiol                  | zō           | kura               |
| 蚕    | bicho-da-seda          | kaiko        |                    |
| 衆    | multidão               | shū          |                    |
| 裁    | alfaiate               | sai          | saba-ku            |
| 装    | vestimenta             | sō, shō      | yosoo-u            |
| 裏    | retaguarda             | ri           | ura                |
| 補    | suplemento             | ho           | ogina-u            |
| 視    | olhar                  | shi          | mi-ru              |
| 覧    | leitura                | ran          |                    |
| 討    | castidade              | tō           | u-tsu              |
| 訪    | visitar                | hō           | otozu-reru         |
| 訳    | traduzir               | yaku         | wake               |
| 詞    | poesia                 | shi          | kotoba             |
| 誌    | documento              | shi          |                    |
| 認    | reconhecer             | nin          | mito-meru          |
| 誕    | nascer                 | tan          |                    |
| 誠    | sinceridade            | sei          | makoto             |
| 誤    | erro                   | go           | ayama-ru           |
| 論    | argumento              | ron          |                    |
| 諸    | vários                 | sho          | moro               |
| 警    | advertir               | kei          |                    |
| 貴    | precioso               | ki           |                    |
| 賃    | tributo                | chin         |                    |
| 遺    | herança                | i            |                    |
| 郵    | correio                | yū           |                    |
| 郷    | cidade natal           | kyō          | gō                 |
| 針    | agulha                 | shin         | hari               |
| 鋼    | aço                    | kō           | hagane             |
| 閉    | fechado                | hei          | shi-meru           |
| 閣    | torre                  | kaku         |                    |
| 降    | descer                 | kō           | o-riru             |
| 陛    | majestade              | hei          |                    |
| 除    | excluir                | jo           | nozo-ku            |
| 障    | machucar               | shō          | sawa-ru            |
| 難    | difícil                | nan          | muzuka-shii        |
| 革    | couro                  | kaku         | kawa               |
| 頂    | topo                   | chō          | itada-ku           |
| 骨    | osso                   | kotsu        | hone               |

### Ensino Secundário(1110 kanjis)[1][2]
Ao contrário dos Kanji ensinados na Escola Primária, que são subdivididos em conjuntos para cada série, espera-se que os alunos aprendam os Kanji da Escola Secundária de forma mais independente, portanto, eles são agrupados em um único conjunto para os estudantes japoneses.
No entanto as listas abaixo são baseadas nos graus do Teste de Proficiência em Kanji Japonês (日本 漢字 能力 検 定 nihon kanji nōryoku kentei), mais comumente chamado de “kanken” (漢 検), que vão de 1 a 10 (com níveis intercalados pré-2 e pré-1).

#### Durante a Escola Ginasial (316 kanji)
握 扱 依 威 為 偉 違 維 緯 壱 芋 陰 隠 影 鋭 越 援 煙 鉛 縁 汚 押 奥 憶 菓 暇 箇 雅 介 戒 皆 壊 較 獲 刈 甘 汗 乾 勧 歓 監 環 鑑 含 奇 祈 鬼 幾 輝 儀 戯 詰 却 脚 及 丘 朽 巨 拠 距 御 凶 叫 狂 況 狭 恐 響 驚 仰 駆 屈 掘 繰 恵 傾 継 迎 撃 肩 兼 剣 軒 圏 堅 遣 玄 枯 誇 鼓 互 抗 攻 更 恒 荒 香 項 稿 豪 込 婚 鎖 彩 歳 載 剤 咲 惨 旨 伺 刺 脂 紫 雌 執 芝 斜 煮 釈 寂 朱 狩 趣 需 舟 秀 襲 柔 獣 瞬 旬 巡 盾 召 床 沼 称 紹 詳 丈 畳 殖 飾 触 侵 振 浸 寝 慎 震 薪 尽 陣 尋 吹 是 井 姓 征 跡 占 扇 鮮 訴 僧 燥 騒 贈 即 俗 耐 替 沢 拓 濁 脱 丹 淡 嘆 端 弾 恥 致 遅 蓄 沖 跳 徴 澄 沈 珍 抵 堤 摘 滴 添 殿 吐 途 渡 奴 怒 到 逃 倒 唐 桃 透 盗 塔 稲 踏 闘 胴 峠 突 鈍 曇 弐 悩 濃 杯 輩 拍 泊 迫 薄 爆 髪 抜 罰 般 販 搬 範 繁 盤 彼 疲 被 避 尾 微 匹 描 浜 敏 怖 浮 普 腐 敷 膚 賦 舞 幅 払 噴 柄 壁 捕 舗 抱 峰 砲 忙 坊 肪 冒 傍 帽 凡 盆 慢 漫 妙 眠 矛 霧 娘 茂 猛 網 黙 紋 躍 雄 与 誉 溶 腰 踊 謡 翼 雷 頼 絡 欄 離 粒 慮 療 隣 涙 隷 齢 麗 暦 劣 烈 恋 露 郎 惑 腕

#### Final da Escola Ginasial (285 kanji)
哀 慰 詠 悦 閲 炎 宴 欧 殴 乙 卸 穏 佳 架 華 嫁 餓 怪 悔 塊 慨 該 概 郭 隔 穫 岳 掛 滑 肝 冠 勘 貫 喚 換 敢 緩 企 岐 忌 軌 既 棋 棄 騎 欺 犠 菊 吉 喫 虐 虚 峡 脅 凝 斤 緊 愚 偶 遇 刑 契 啓 掲 携 憩 鶏 鯨 倹 賢 幻 孤 弧 雇 顧 娯 悟 孔 巧 甲 坑 拘 郊 控 慌 硬 絞 綱 酵 克 獄 恨 紺 魂 墾 債 催 削 搾 錯 撮 擦 暫 祉 施 諮 侍 慈 軸 疾 湿 赦 邪 殊 寿 潤 遵 如 徐 匠 昇 掌 晶 焦 衝 鐘 冗 嬢 錠 譲 嘱 辱 伸 辛 審 炊 粋 衰 酔 遂 穂 随 髄 瀬 牲 婿 請 斥 隻 惜 籍 摂 潜 繕 阻 措 粗 礎 双 桑 掃 葬 遭 憎 促 賊 怠 胎 袋 逮 滞 滝 択 卓 託 諾 奪 胆 鍛 壇 稚 畜 窒 抽 鋳 駐 彫 超 聴 陳 鎮 墜 帝 訂 締 哲 斗 塗 凍 陶 痘 匿 篤 豚 尿 粘 婆 排 陪 縛 伐 帆 伴 畔 藩 蛮 卑 碑 泌 姫 漂 苗 赴 符 封 伏 覆 紛 墳 癖 募 慕 簿 芳 邦 奉 胞 倣 崩 飽 縫 乏 妨 房 某 膨 謀 墨 没 翻 魔 埋 膜 又 魅 滅 免 幽 誘 憂 揚 揺 擁 抑 裸 濫 吏 隆 了 猟 陵 糧 厘 励 零 霊 裂 廉 錬 炉 浪 廊 楼 漏 湾

#### Durante o Colegial (333 kanji)
亜 尉 逸 姻 韻 畝 浦 疫 謁 猿 凹 翁 虞 渦 禍 靴 寡 稼 蚊 拐 懐 劾 涯 垣 核 殻 嚇 潟 括 喝 渇 褐 轄 且 缶 陥 患 堪 棺 款 閑 寛 憾 還 艦 頑 飢 宜 偽 擬 糾 窮 拒 享 挟 恭 矯 暁 菌 琴 謹 襟 吟 隅 勲 薫 茎 渓 蛍 慶 傑 嫌 献 謙 繭 顕 懸 弦 呉 碁 江 肯 侯 洪 貢 溝 衡 購 拷 剛 酷 昆 懇 佐 唆 詐 砕 宰 栽 斎 崎 索 酢 桟 傘 肢 嗣 賜 滋 璽 漆 遮 蛇 酌 爵 珠 儒 囚 臭 愁 酬 醜 汁 充 渋 銃 叔 淑 粛 塾 俊 准 殉 循 庶 緒 叙 升 抄 肖 尚 宵 症 祥 渉 訟 硝 粧 詔 奨 彰 償 礁 浄 剰 縄 壌 醸 津 唇 娠 紳 診 刃 迅 甚 帥 睡 枢 崇 据 杉 斉 逝 誓 析 拙 窃 仙 栓 旋 践 遷 薦 繊 禅 漸 租 疎 塑 壮 荘 捜 挿 曹 喪 槽 霜 藻 妥 堕 惰 駄 泰 濯 但 棚 痴 逐 秩 嫡 衷 弔 挑 眺 釣 懲 勅 朕 塚 漬 坪 呈 廷 邸 亭 貞 逓 偵 艇 泥 迭 徹 撤 悼 搭 棟 筒 謄 騰 洞 督 凸 屯 軟 尼 妊 忍 寧 把 覇 廃 培 媒 賠 伯 舶 漠 肌 鉢 閥 煩 頒 妃 披 扉 罷 猫 賓 頻 瓶 扶 附 譜 侮 沸 雰 憤 丙 併 塀 幣 弊 偏 遍 泡 俸 褒 剖 紡 朴 僕 撲 堀 奔 麻 摩 磨 抹 岬 銘 妄 盲 耗 厄 愉 諭 癒 唯 悠 猶 裕 融 庸 窯 羅 酪 痢 履 柳 竜 硫 虜 涼 僚 寮 倫 累 塁 戻 鈴 賄 枠

#### Final do Colegial (196 kanji)
挨 曖 宛 嵐 畏 萎 椅 彙 茨 咽 淫 唄 鬱 怨 媛 艶 旺 岡 臆 俺 苛 牙 瓦 楷 潰 諧 崖 蓋 骸 柿 顎 葛 釜 鎌 韓 玩 伎 亀 毀 畿 臼 嗅 巾 僅 錦 惧 串 窟 熊 詣 憬 稽 隙 桁 拳 鍵 舷 股 虎 錮 勾 梗 喉 乞 傲 駒 頃 痕 沙 挫 采 塞 埼 柵 刹 拶 斬 恣 摯 餌 鹿 叱 嫉 腫 呪 袖 羞 蹴 憧 拭 尻 芯 腎 須 裾 凄 醒 脊 戚 煎 羨 腺 詮 箋 膳 狙 遡 曽 爽 痩 踪 捉 遜 汰 唾 堆 戴 誰 旦 綻 緻 酎 貼 嘲 捗 椎 爪 鶴 諦 溺 填 妬 賭 藤 瞳 栃 頓 貪 丼 那 奈 梨 謎 鍋 匂 虹 捻 罵 剥 箸 氾 汎 阪 斑 眉 膝 肘 阜 訃 蔽 餅 璧 蔑 哺 蜂 貌 頬 睦 勃 昧 枕 蜜 冥 麺 冶 弥 闇 喩 湧 妖 瘍 沃 拉 辣 藍 璃 慄 侶 瞭 瑠 呂 賂 弄 籠 麓 脇
1. ↑  https://www.kanji-link.com/en/kanji/grade/#kanji_jhs1
2. ↑  https://www.city.toyokawa.lg.jp/smph/portugues/life/education/kyoikuseido.html
3. ↑  https://www.kanshudo.com/collections/secondary_kanji